# Plösenmühle
Plösenmühle ist ein Gemeindeteil der Stadt Münchberg im Landkreis Hof (Oberfranken, Bayern). Plösenmühle liegt in der Gemarkung Straas.

## Geografie
Die Einöde liegt am Goldbach, der unmittelbar nördlich als rechter Zufluss in die Pulschnitz mündet. Im Osten erhebt sich der Straasberg (601 m ü. NHN). Ein Anliegerweg führt 250 Meter westlich zu einer Gemeindeverbindungsstraße, die südlich nach Plösen bzw. nordöstlich die Bahnstrecke Bamberg–Hof kreuzend nach Poppenreuth zur Bundesstraße 289 verläuft.

## Geschichte
Plösenmühle gehörte zur Realgemeinde Plösen. Gegen Ende des 18. Jahrhunderts bestand Plösenmühle aus einem Anwesen. Die Hochgerichtsbarkeit stand dem bayreuthischen Stadtrichteramt Münchberg zu. Das Kastenamt Münchberg war Grundherr der Mühle.
Von 1797 bis 1810 unterstand Plösenmühle dem Justiz- und Kammeramt Münchberg. Infolge des Ersten Gemeindeedikts wurde Plösenmühle dem 1812 gebildeten Steuerdistrikt Straas und der zugleich entstanden Ruralgemeinde Straas zugewiesen. Im Zuge der Gebietsreform in Bayern wurde Plösenmühle am 1. Juli 1972 nach Münchberg eingemeindet.

### Einwohnerentwicklung
| Jahr      | 1812  | 1819  | 1861   | 1871   | 1885   | 1900   | 1925   | 1950   | 1961   | 1970   | 1987  |
| Einwohner | *     | *     | 23     | 6      | 21     | 22     | 9      | 3      | 4      | 3      | 3     |
| Häuser    | *     |       |        |        | 3      | 3      | 2      | 1      | 1      |        | 1     |
| Quelle    | [ 6 ] | [ 9 ] | [ 10 ] | [ 11 ] | [ 12 ] | [ 13 ] | [ 14 ] | [ 15 ] | [ 16 ] | [ 17 ] | [ 1 ] |

## Religion
Plösenmühle ist bis heute nach  St. Peter und Paul (Münchberg) gepfarrt und evangelisch-lutherisch geprägt.